# Vlastimil Daníček
Vlastimil Daníček (*15. července 1991) je český fotbalista, záložník, hráč 1. FC Slovácko.

## Klubová kariéra
S fotbalem začínal v Napajedlech. Po několika letech přestoupil do klubu 1. FC Slovácko, kde působil v místní akademii. V lize poprvé nastoupil za 1. FC Slovácko v sezóně 2010-11 a v následující sezóně 2011-2012 se již pravidelně objevoval v základní sestavě.
V září 2014 odešel na hostování do MFK Karviná. Po sezóně 2014-2015 se opět vrátil do Slovácka.

## Reprezentační kariéra
Byl členem české reprezentace do 16 a 21 let.